# Voices & Images
Voices & Images ist das Debütalbum der deutschen Synthiepop-Band Camouflage.

## Entstehung
Das Album wurde von Camouflage und Axel Henninger produziert. Koproduzent war Heiko Maile. Bei den Songs The Great Commandment und Strangers’ Thoughts produzierte die Band selbst mit Henninger als Koproduzent. Aufgenommen und abgemischt wurde das Album im Dynaton Studio in Weiterstadt von Axel Henninger. Stephan Lupp spielte Keyboards bei Strangers’ Thoughts und Neighbours, Jo Reiz spielte Flügelhorn bei Music for Ballerinas und I Once Had a Dream. Die Fotos stammen von Heike Hilgendorff.

## Titelliste
| Nr.          | Titel                        | Länge |
| ------------ | ---------------------------- | ----- |
| 1.           | That Smiling Face            | 4:51  |
| 2.           | Helpless Helpless            | 5:30  |
| 3.           | Neighbours                   | 3:48  |
| 4.           | The Great Commandment        | 4:17  |
| 5.           | Winner Takes Nothing         | 5:56  |
| 6.           | Strangers’ Thoughts          | 4:43  |
| 7.           | From Ay to Bee               | 4:37  |
| 8.           | Where Has the Childhood Gone | 3:38  |
| 9.           | Music for Ballerinas         | 4:32  |
| 10.          | I Once Had a Dream           | 4:57  |
| 11.          | They Catch Secrets           | 3:26  |
| 12.          | Pompeji                      | 3:28  |
| Gesamtlänge: | Gesamtlänge:                 | 54:03 |

## Rezeption

### Rezensionen
Die englischsprachige Musikdatenbank AllMusic bewertete das Album mit zwei von fünf Sternen.

### Charts und Chartplatzierungen
Voices & Images stieg am 28. März 1988 auf Rang 47 der deutschen Albumcharts ein und erreichte seine beste Chartnotierung zwei Wochen später mit Rang 16 am 11. April 1988. Das Album konnte sich zwölf Wochen am Stück in den Charts platzieren, letztmals in der Chartwoche vom 13. Juni 1988. In den US-amerikanischen Billboard 200 stieg das Album erstmals am 14. Januar 1989 ein, wo es mit Rang 100 seine beste Platzierung verzeichnete. Nach Helloweens Keeper of the Seven Keys Part 2 (Oktober 1988) stieg hiermit erstmals nach drei Monaten wieder eine deutsche Albumproduktion in die US-amerikanischen Albumcharts ein.
In beiden Ländern avancierte Voices & Images zum ersten Chartalbum der Band, in den Vereinigten Staaten zum einzigen.
| ChartsChartplatzierungen       | Höchstplatzierung | Wochen |
| ------------------------------ | ----------------- | ------ |
| Deutschland (GfK)              | 16 (12 Wo.)       | 12     |
| Vereinigte Staaten (Billboard) | 100 (14 Wo.)      | 14     |

### Auszeichnungen für Musikverkäufe
Im Juni 2023, 35 Jahre nach seiner Erstveröffentlichung, wurde das Album für über 250.000 verkaufte Einheiten in Deutschland mit einer Goldenen Schallplatte ausgezeichnet. Zusammen mit der gleichzeitig vergebenen Auszeichnungen für Methods of Silence waren es die ersten offiziell nachweislichen Album-Plattenauszeichnungen der Band in ihrer Karriere. Bureau B zufolge soll sich das Album weltweit über 500.000 Mal verkauft haben.
| Land/Region        | Auszeichnungen für Musikverkäufe (Land/Region, Auszeichnung, Verkäufe) | Verkäufe |
| ------------------ | ---------------------------------------------------------------------- | -------- |
| Deutschland (BVMI) | Gold                                                                   | 250.000  |
| Insgesamt          | 1× Gold ·                                                              | 250.000  |